# Xanthopimpla ornatipennis
Xanthopimpla ornatipennis là một loài tò vò trong họ Ichneumonidae.